# Lispe stuckenbergi
Lispe stuckenbergi este o specie de muște din genul Lispe, familia Muscidae, descrisă de Zielke în anul 1970.
Este endemică în Madagascar. Conform Catalogue of Life specia Lispe stuckenbergi nu are subspecii cunoscute.